# Asier Altuna Iza
Asier Altuna Iza (Bergara, 4 de maig de 1969) és un director de cinema i guionista basc. Va estudiar a l'Escola de Cinema i Video d'Andoain, El 2005 va gravar el seu primer llargmetratge (Aupa Etxebeste!), amb Telmo Esnal, amb el que foren nominats al Goya al millor director novell. i Premi de la Joventut al Festival de Cinema de Sant Sebastià.
Cal destacar també el seu documental Bertsolari i Urte berri on, amona!, dirigit per Esnal amb el guió d'Altuna. Ha estat a moltes escoles, i en algunes d'elles ha afirmat que Amama és la pel·lícula que més li agrada i Txotx la que més li va costar.
El 2015 la seva pel·lícula Amama va guanyar el premi a la millor pel·lícula basca al Festival Internacional de Cinema de Sant Sebastià 2015.

## Filmografia
- Amama (llargmetratge, 2015)
- Soroa (curtmetratge, 2014)
- Zela Trovke (documental, 2013)
- Bertsolari (documental, 2011)
- Urteberri on, amona! (llargmetratge, 2011)
- Artalde (curtmetratge, 2008)
- Sarean (curtmetratge, 2006)
- Aupa Etxebeste! (llargmetratge, 2005)
- Topeka (curtmetratge, 2004)
- II Terminal (curtmetratge, 2002)
- 40 ezetz (curtmetratge, 1999)
- Txotx (curtmetratge, 1997)